# Dexia flavida
Dexia flavida là một loài ruồi trong họ Tachinidae.